# Apogonia jokoana
Apogonia jokoana är en skalbaggsart som beskrevs av Moser 1917. Apogonia jokoana ingår i släktet Apogonia och familjen Melolonthidae. Inga underarter finns listade i Catalogue of Life.